# 邵阳武冈机场
邵阳武冈机场位於中國湖南省邵阳市的一个机场，主要服務城市為武冈市、邵阳市。
邵阳武冈机场本期工程按满足2020年旅客吞吐量25万人次、货邮吞吐量500吨的目标设计，机场飞行区等级4C，主要建设内容包括：新建1条2600米×45米的跑道和1条193米×18米的垂直联络道，3000平方米的航站楼，4个机位（3C1B）的站坪，800平方米的航管楼和1座塔台，机场工程总投资9.71亿元。根据国家发改委的批复，该项目安排中央预算内投资资金1.78亿元。
该机场于2017年6月28日正式通航运营。

## 航点
| 航空公司           | 目的地          |
| ------------------ | --------------- |
| 华夏航空（G5）     | 重庆、长沙      |
| 吉祥航空（HO）     | 上海/浦東、昆明 |
| 春秋航空（9C）     | 深圳、蘭州      |
| 中国国际航空（CA） | 北京（经郑州）  |